# Макс Гехт
Макс Карл Фрідріх Гехт (нім. Max Karl Friedrich Hecht; 27 січня 1898, Бауцен — 13 червня 1980, Гоф) — німецький офіцер, оберст вермахту. Кавалер Лицарського хреста Залізного хреста.

## Біографія
В 1916 році вступив добровольцем в 2-й польовий артилерійський полк №28 Саксонської армії. Учасник боїв при Вердені і на Соммі. В 1919 році у складі фрайкору бився з комуністами в Балтиці. В 1920 році демобілізований. 21 жовтня 1934 року вступив в люфтваффе. З 1 жовтня 1935 року — командир 5-ї батареї прожекторного дивізіону «Деберіц», з 1936 року — батареї 22-го зенітного полку.
З 5 квітня 1938 року — референт в штабі 3-ї повітряної області. З 1940 року — начальник штабу 1-го зенітного корпусу. З вересня 1941 року — командир 135-го, з 14 лютого 1942 року — 25-го, з 1 вересня 1943 року — 49-го зенітного полку. З 11 лютого 1944 року — керівник запасних зенітних частин 1-ї винищувальної дивізії. З 5 листопада 1944 року — командир 4-ї зенітної дивізії. 18 квітня 1945 року взятий в полон американськими військами. В 1946 році звільнений.

## Звання
- Оберлейтенант запасу (1920)
- Гауптман (31 березня 1935)
- Майор (1 червня 1939)
- Оберстлейтенант (1 лютого 1942)
- Оберст (20 квітня 1943)

## Нагороди
- Залізний хрест
  - 2-го класу
  - 1-го класу (1918)
- Балтійський хрест
- Почесний хрест ветерана війни з мечами
- Медаль «За вислугу років у Вермахті» 4-го класу (4 роки)
- Медаль «У пам'ять 1 жовтня 1938 року»
- Застібка до Залізного хреста
  - 2-го класу
  - 1-го класу (22 листопада 1940)
- Відзначений у Вермахтберіхт (29 травня 1941)
- Срібна медаль «За військову доблесть» (Італія)
- Медаль «За італо-німецьку кампанію в Африці» (Королівство Італія)
- Нарукавна стрічка «Африка»
- Нагрудний знак зенітної артилерії люфтваффе (6 лютого 1942)
- Нагрудний знак люфтваффе «За наземний бій»
- Лицарський хрест Залізного хреста (7 березня 1942)